# Gabons fotbollsförbund
Gabons fotbollsförbund, officiellt Fédération Gabonaise de Football, är ett specialidrottsförbund som organiserar fotbollen i Gabon.
Förbundet grundades 1962 och gick med i Caf 1967. De anslöt sig till Fifa år 1966. Gabons fotbollsförbund har sitt huvudkontor i staden Libreville.